# Contea di Asti (età bassomedievale)
Il Contado di Asti si costituì il 14 agosto 1342 per la libera adesione dei cittadini astigiani al dominio dei Visconti di Milano; infatti, a causa delle lotte civili subìte negli ultimi cento anni, affiancate ai continui tentativi di conquista della città da parte delle Signorie limitrofe (Acaia, Savoia, Monferrato, Saluzzo), il Comune di Asti scelse il male minore, sottomettendosi dunque alla signoria Viscontea.
La contea, da secoli ormai solo formalmente sotto la sovranità del vescovo di Asti, era "appetita" da più parti perché, posta su una delle arterie principali del commercio, garantiva ancora una rendita annua di 30.000 fiorini d'oro, con più di trenta castelli e le cittadine di Bra e Cherasco. In seguito la "patria astese" passò come dote personale di Valentina Visconti al marito, appartenente alla dinastia dei Duchi di Orleans, ritornò nuovamente ai Visconti dopo la cattura di Carlo di Valois-Orléans ad Anzicourt e nuovamente ai francesi dopo la liberazione dell'Orleans. Furono i francesi a rispolverare il desueto titolo di Contea di Asti, in subordine al proprio titolo ducale.
Lo scoppio della Prima guerra italiana diede grande importanza militare ad Asti, base delle manovre del re francese giunto nel Nord Italia dal Monginevro. Pochissimo dopo divenne proprietà diretta transalpina.
Con la sconfitta di Francesco I nella battaglia di Pavia del 1525, la contea passò sotto i dominii di Carlo V d'Asburgo che il 3 aprile 1531 ne fece dono a Beatrice di Portogallo moglie di Carlo II di Savoia.
Da quel momento in poi la Contea di Asti seguì i destini di Casa Savoia.

## La dominazione viscontea

### Luchino Visconti

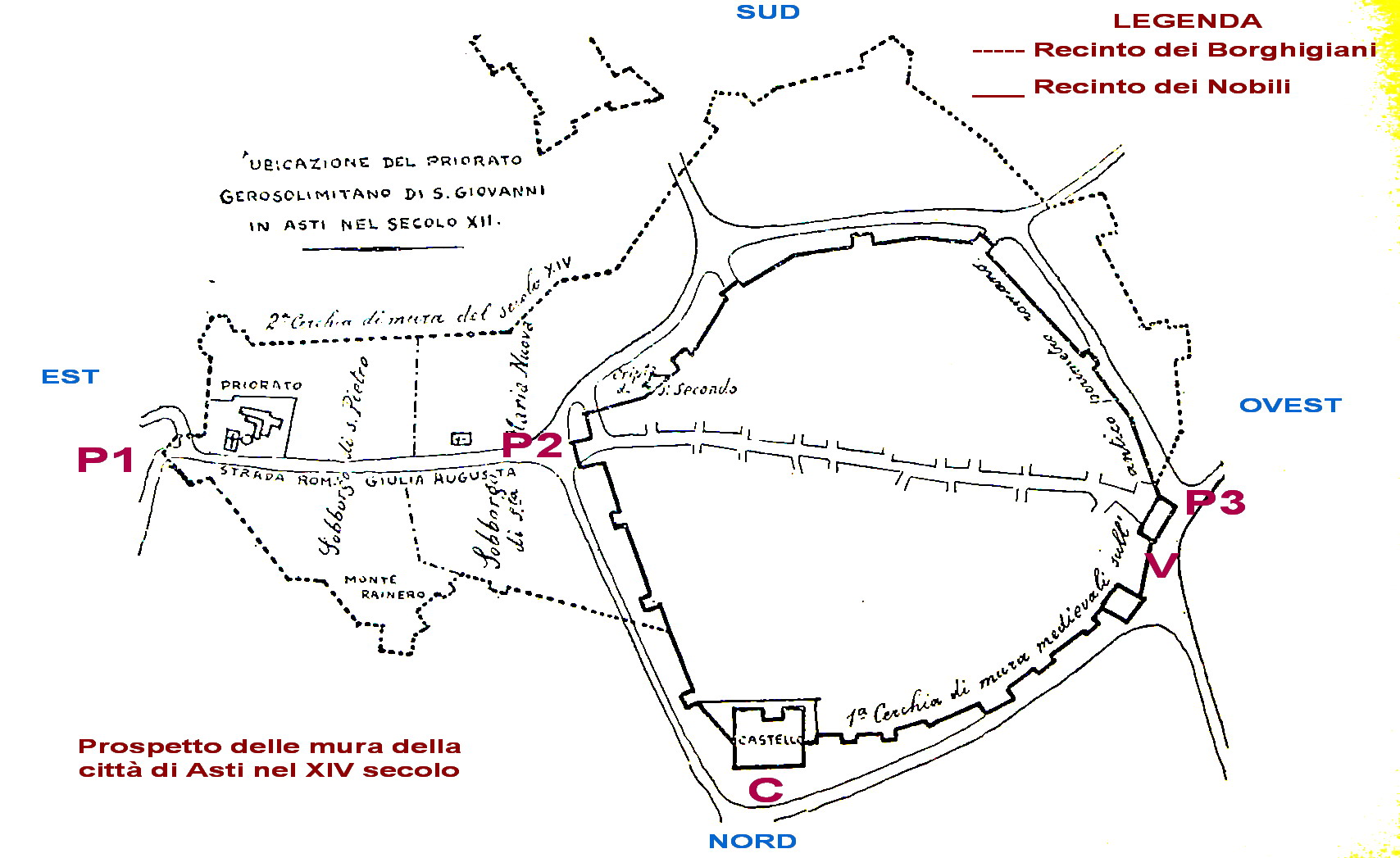
Mura di Asti nel XIV secolo

Il 10 agosto 1342, gli ambasciatori della Repubblica Astese, vista la minaccia di capitolazione della città ad opera della fazione guelfa astigiana capeggiata dai Solaro, alleata agli Angioini e agli Albesi, si recarono a Milano alla corte di Luchino Visconti, per fare atto di dedizione alla signoria Viscontea.
I quattro ambasciatori erano Buneo dei Bunei, Grenone Pelletta (nobili de hospitio), Bartolomeo Guarleta e Andrea Sartore (della Società del Popolo).
Già un anno prima il Comune aveva iniziato accordi con il condottiero visconteo, vista la debole difesa della città che Giovanni II del Monferrato era in grado di sostenere.

Il 14 agosto la dedizione della città fu completata dietro la stesura di 13 articoli, tra i quali la clausola 
(Grassi S., Storia della Città di Asti. Asti 1817, pg.39-40)
Per contro, il Visconti fu considerato l'assoluto padrone della contea.
Il nuovo Signore di Asti aumentò e completò le fortificazioni della città con la costruzione a sud in corrispondenza del "curriculum" della cittadella, che inglobò due fortificazioni preesistenti, raccordandole tramite uno spazio murato, con all'interno alcuni edifici.
Scopo di questa opera non fu solo quello di controllare il potere economico e commerciale della città, essendo molto vicino a Piazza San Secondo, l'area nevralgica della città, ma anche quello di aumentare l'assetto difensivo di uno degli avamposti militari nel suo territorio occidentale.

Nel 1345 Giovanni II del Monferrato a capo di una lega antiangioina, cercò di ritornare in possesso di alcuni dei possedimenti che Roberto d'Angiò aveva conquistato in Piemonte. Dopo la morte del re angioino (1343) si era venuto a creare un vuoto di potere nei territori piemontesi in mano ai francesi specialmente a Santena, Chieri, Alba, Ivrea e Valenza.
Nella battaglia di Gamenario del 23 aprile 1345 avvenne lo scontro finale fra le due fazioni.
Le truppe del siniscalco angioino Reforza d'Agoult, con i guelfi astigiani (comandati dai Solaro), i Falletti e le truppe chieresi, cinsero d'assedio il castello di Gamenario nei pressi di Santena di proprietà del marchese di Monferrato.
A liberare il castellano dall'assedio giunsero le truppe monferrine con le forze ghibelline di Asti, Casale, Camagna e Chieri, insieme ai Signori di Valperga, Incisa, Veregnano e Moncucco.
Nello scontro il siniscalco angioino perse la vita. Sul campo di battaglia i guelfi secondo il cronista Benvenuto San Giorgio, lasciarono più di 3000 cadaveri mentre il Cibrario asserisce che si tratti di una palese esagerazione.
Giovanni II, dopo la vittoria, entrò in Asti dove venne nominato Rettore della città ed in memoria della vittoria venne eretto un tempietto sacro dedicato a San Giorgio fuori porta Santa Caterina al di là del fiume Borbore.
La battaglia di Gamenario, segnò il tramonto del potere francese in Piemonte, e molte città si dichiararono indipendenti cacciando i podestà angioini.

### Giovanni Visconti
Nel 1349 Luchino Visconti morì lasciando in eredità uno degli stati più forti dell'Italia settentrionale; divenne signore dello stato di Milano Giovanni Visconti, vescovo di Novara e dal 1342 arcivescovo di Milano.
Giovanni estese il potere dei Visconti fino a Genova nel 1352 e l'anno seguente a Bologna e Novara.
Nel 1354 l'arcivescovo continuando la sua opera pacificatrice di tutto il Piemonte, tolse il bando ai Solaro che poterono tornare in Asti.
Nello stesso anno morì (5 ottobre 1354), e la signoria venne divisa tra i tre figli del fratello Stefano Visconti:
- Matteo II, ottenne Lodi, Piacenza, Bologna, Lugo, Massa, Bobbio, Pontremoli, Borgo San Donnino
- Galeazzo II, ottenne Como, Novara, Vercelli, Asti, Alba, Alessandria, Tortona, Castelnuovo, Bassignana, Vigevano, Sant'Angelo, Montebuono, Mairano
- Bernabò Visconti, ottenne Cremona, Crema, Soncino, Bergamo, Brescia, Val Camonica, Lonate, Ripalta, Caravaggio

### Galeazzo II
L'improvvisa morte di Matteo portò ad una nuova suddivisione della Signoria in due parti, ma comunque Galeazzo rimase signore di Asti, contro la volontà degli astigiani che avevano già rifiutato Giovanni, affermando che il patto di fedeltà con i Visconti era nominale e con la morte di Luchino questo non avrebbe avuto più nessuna validità.
Nel 1356 una lega nata contro i Visconti capeggiata dal Marchese del Monferrato aveva cominciato a vincere alcuni scontri, liberando territori piemontesi dall'influenza milanese.
In particolare Giovanni II mirava ad impossessarsi della contea di Asti. Grazie ad alcuni accordi con Rubeo Garetti organizzò l'entrata in Asti dalla porta di San Pietro. Il Garetti con alcuni suoi compagni penetrò con uno stratagemma nel forte di San Pietro ed aprì le porte all'esercito del Monferrato che dopo alcuni giorni occupò la città.

## Asti monferrina

### Giovanni II Paleologo
Figlio del marchese Teodoro I, Giovanni II si proclamò conte di Asti e fece costruire un sontuoso palazzo nella zona della Torre Troyana. Automaticamente il marchese ebbe anche la dedizione di Cherasco, Alba e Mondovì.Alla fine dell'anno solamente Bra rimase fedele ai Visconti mentre le altre città passarono sotto il Monferrato.
L'accrescersi della potenza degli aleramici, preoccupò Giacomo d'Acaia che strinse un patto con i Visconti per combattere e ridimensionare il marchesato. Ai due si unì anche l'angioina regina Giovanna I che riacquistato da poco il regno di Napoli, voleva ritornare in possesso dei vecchi possedimenti dei suoi avi.
Per contro Giovanni II strinse una lega con Amedeo VI di Savoia detto il "Conte Verde" e dopo alcuni scontri con l'Acaia questo giungeva a patti e si univa a loro nella guerra contro i Visconti ed il marchese di Saluzzo.
Anche gli Angioini si unirono al Monferrato e nell'aprile 1357 la coalizione inflisse una dura sconfitta alle truppe Saluzzesi presso Savigliano.
L'8 giugno 1358 veniva siglata la pace tra i Visconti e la lega e l'imperatore Carlo IV arbitro delle trattative decise che Asti rimanesse sotto il dominio del Monferrato.
Guglielmo II morì il 19 marzo 1372, anche se nel testamento espresse la volontà di essere sepolto presso la Collegiata di San Secondo nella cappella dedicata al martire astigiano, venne sepolto a Chivasso.
Divise i suoi domini tra i suoi 5 figli, sotto la tutela di Ottone di Brunswick, con il compito di educarli.

### Secondotto Paleologo
Alla morte del padre, Ottone III del Monferrato detto Secondotto, aveva solamente 12 anni, il duca Ottone di Brunswick cercò di arginare i tentativi dei Visconti di recuperare gli antichi territori, ma il 18 giugno 1372, le truppe viscontee posero l'assedio alla città di Asti.
L'esercito di Milano con a capo Gian Galeazzo presentava nelle sue file i capitani Francesco d'Este, Jacopo Dal Verme, Ruggero Cane, Ugolino di Saluzzo, Giovanni Acuto con la "compagnia inglese".
In aiuto della città si formò una lega capeggiata da Papa Gregorio XI, il conte di Savoia e la regina Giovanna II di Angiò. Il Conte Verde riuscì a riunire un vasto esercito raccogliendo soldati e cavalieri durante le tappe del suo avvicinamento alla città cosicché l'esercito visconteo desistette dal combattere ed abbandonò l'assedio.
La città fu così liberata ma alto fu il prezzo che gli astigiani dovettero versare nelle casse dei loro salvatori. La città, stremata dall'assedio, dovette cedere alcuni territori,tra i quali la città di Poirino.
Anche Secondotto che il 23 dicembre 1374 insieme ai suoi fratelli venne insignito del titolo di vicario imperiale da Carlo IV, come il padre elevò la città di Asti a capitale del proprio dominio.
Nel novembre 1377, Secondotto a 17 anni sposò, Violante Visconti figlia di Galeazzo II e sorella di Gian Galeazzo il conte di Virtù, con dispensa del pontefice "sovra l'impedimento della cognizione". Nell'occasione il duca di Brunswich lasciò le redini del marchesato al fratello Baldassare per recarsi a Roma e sbrigare le pratiche matrimoniali.
È probabile che Baldassare, di concerto con Gian Galeazzo nel momento che Secondotto cercò di rientrare in Asti dopo le nozze, gli oppose resistenza.
Secondotto si rivolse al suocero Galeazzo II, senza ricevere alcun aiuto e successivamente al cognato Gian Galeazzo, il quale intervenne con forze ingenti con l'obiettivo di mantenere sotto il proprio controllo la città.
Il 6 febbraio 1378 le truppe alleate entrarono in Asti e Gian Galeazzo si fece nominare governatore generale della città.
Quando Secondotto si accorse del grave pericolo che rappresentava il cognato era ormai troppo tardi.
Le truppe del milanese sconfissero quelle del debole marchese paleologo che, preso da timore, decise di partire con un suo piccolo seguito a perorare la propria causa prima a Pavia da Galeazzo II e quindi non ottenendo nessun aiuto concreto, si diresse a Parma per far ritorno verso i propri domini.
Il 16 dicembre 1378 Ottone III Secondotto venne assassinato a Langhirano vicino a Parma per una probabile congiura dei Visconti. Il suo corpo riposa tuttora a Parma.
Ottone di Brunswick, ricevuta la notizia della morte violenta del marchese, fece rapido ritorno in Monferrato per gestire la situazione di caos che il decesso di Ottone III aveva creato.
Egli impose sul trono monferrino il fratello di Ottone, Giovanni III del Monferrato.

## La contea ritorna ai Visconti

### Gian Galeazzo il conte di Virtù
Il 27 marzo 1379, il podestà Lotario Rusconi radunò il Consiglio Generale della Città proponendo la dedizione a Gian Galeazzo Visconti. Per la stesura degli accordi con la signoria milanese vennero incaricati Alessandro Malabayla, Guglielmo Ventura, Bernabò Guttuari e Gasparone Alione.
Lo stesso giorno, Gian Galeazzo e suo figlio Azzone, nella sala magna del "Palattio magno novo" in Asti accoglieva i rappresentanti astesi, accettando la dedizione della città, facendo giuramento di fedeltà verso la stessa promettendo che tutte le terre della contea:
Inoltre, il Visconti, volle riformare gli Statuti locali. Vennero eletti dal Consiglio Generale 11 legislatori che sulla base dell'antico codice statuario della città (codice veteri), riformularono i nuovi Statuti. Il 17 marzo 1381, i nuovi codici vennero inviati a Milano per essere letti ed eventualmente modificati dai consiglieri viscontei.
Questi Statuti esistono ancora oggi conservati presso l'archivio storico del comune di Asti, sono raccolti in un grande volume in pergamena rilegato in legno ricoperto da cuoio. Questo volume era tenuto fisso nel posto di consultazione tramite una grossa catena di ferro e per questo motivo è conosciuto con il nome di Codice Catenato.
Nel 1383 morì il Conte Verde e il 6 maggio 1385 Gian Galeazzo imprigionò lo zio Bernabò rimanendo signore assoluto dello stato di Milano.
Per timore di rappresaglie da parte degli stati confinanti, cercò alleanza con Venceslao di Germania, figlio di Carlo IV, proponendogli il matrimonio della sua secondogenita Valentina con il fratello del re Giovanni di Goerlitz.
Dato che le clausole matrimoniali andavano per le lunghe, il Visconti intavolò anche le trattative matrimoniali con la Francia, proponendo un matrimonio a Luigi I di Valois-Orléans, fratello di Carlo VI.
Il 27 gennaio 1387 il "contratto" tra la casa di Francia ed i Visconti fu firmato. L'accordo venne stipulato a Parigi tra il giovane duca ed il rappresentante visconteo alla presenza del re Carlo VI, i duchi di Berry e di Borgogna.
Con questo matrimonio, il re accordava al Visconti di "inquartare" nel proprio stemma i gigli di Francia.
Gian Galeazzo, diede in dote a sua figlia oltre a 400.000 fiorini le contee di Virtù e di Asti.
Essendo la contea Astigiana decentrata dai dominii viscontei e di non facile amministrazione, Gian Galeazzo decise di darla in dote alla figlia, mantenendosi però il castello di Annone e la villa di Rocca d'Arazzo, due punti strategici sulla strada verso la Lombardia.
Inoltre il Visconti, che in quel momento aveva solo Valentina come erede legittima, si impegnava a lasciare tutti suoi possedimenti alla figlia (in quanto primogenita femmina), se fosse morto senza avere nel frattempo generato altri eredi maschi (e questo determinò il successivo intervento dei sovrani francesi nel Ducato di Milano, quando i Visconti si estinsero in linea maschile nel 1447 ed al loro posto subentrarono gli Sforza).

## La signoria orleanese

### Luigi di Valois
Tra il 12 ed il 22 giugno 1389, Gian Galeazzo organizzò grandi festeggiamenti per la figlia Valentina che il 24 giugno 1389 lasciò il castello di Pavia, dove aveva trascorso tutta la sua esistenza per raggiungere Melun a 45 chilometri da Parigi dove il 17 agosto si sarebbe celebrato il matrimonio.
Scortata da oltre 300 cavalieri capitanati da Bertrando di Guasco governatore della Contea di Virtù e procuratore di Gian Galeazzo, il 25 giugno giunse in Asti.
Rimase in città fino al 30 giugno 1389, alloggiando presso il "Palatio Magno".
È probabile che l'accoglienza della popolazione astigiana alla nuova "Domina" della città sia stata molto calorosa da impressionare benevolmente la giovane Visconti. Infatti Luigi di Francia nel momento che divenne reggente della contea di Asti (17 agosto 1389), esentò totalmente per tre anni le manifatture laniere e di tessuti della città e con lettera patente del 23 ottobre 1397 istituì la "Società del Molleggio", una vera e propria "società per azioni" che si avvalse per il 50%, del finanziamento delle famiglie nobili astigiane per la costruzione di un canale artificiale della città che servito dall'acqua del torrente Borbore, alimentava mulini ed officine artigiane. Le quote della Società erano in qualsiasi momento cedibili o riscattabili. 
Sotto l'aspetto giuridico-amministrativo, mutò il sistema mettendo a capo della città un governatore, un podestà ed un consiglio costituito da due avvocati patrimoniali, alcuni senatori, un tesoriere, un ricevitore ed alcuni ufficiali subalterni.
Il 10 luglio 1405 scoppiò la guerra tra Luigi di Valois e Giovanni senza Paura per colmare il vuoto di potere creato dal sovrano Carlo VI, ormai folle.
Anche Asti contribuì alla lotta con un contingente di 990 armigeri a cavallo. La spedizione fu principalmente finanziata da Oddone, Opizzino e Tineto Roero con l'aiuto di altre casane astigiane (Malabayla, Ricci, Lajolo, Lupo).
Nell'ottobre dello stesso anno le parti vennero ad una tregua ma i due rivali tornarono a minacciarsi apertamente.
Con l'intercessione dello zio, il Duca di Berry, si arrivò ad una nuova promessa di riconciliazione solenne, ma tre giorni dopo, il 23 novembre 1407 Luigi fu assassinato nelle strade di Parigi.
Nessuno dubitò che l'ordine provenisse dal Duca di Borgogna, che ammise seccamente il fatto e lo giustificò come un "tirannicidio".

### Carlo di Valois
Carlo di Valois-Orléans, figlio di Luigi e Valentina Visconti, in seguito all'assassinio di suo padre compiuto su ordine di Giovanni di Borgogna ereditò la contea di Asti oltre al ducato di Orleans, di Valois, la contea di Beaumont e di Blois e la signoria di Coucy.
Il 4 dicembre 1408 la madre morì a Blois lasciando Carlo appena quattordicenne a proseguire le lotte contro i Borgognoni e ad amministrare il ducato.
Nella Battaglia di Azincourt il 25 ottobre 1415 contro gli inglesi Carlo cadde ferito e fu portato in Inghilterra come ostaggio.
Egli rimase in prigione per i successivi venticinque anni senza che gli fosse offerta la possibilità di riscattare la propria libertà, essendo egli il naturale capro espiatorio della fazione armagnacca e della linea di successione al trono di Francia.
Il modo in cui fu trattato durante la sua relegazione gli permise di vivere più o meno nella maniera in cui era abituato, così come anche per molti altri nobili catturati.
Durante questi venticinque anni Carlo si dedicò alla letteratura scrivendo molte poesie.

## Prigionia di Carlo di Valois e reggenza Visconti-Sforza

### Filippo Maria Visconti
In seguito alla cattura di Carlo d'Orleans, la reggenza della città passò al fratello Filippo che subito cercò l'alleanza di suo cugino, il duca di Milano Filippo Maria Visconti.
Filippo Maria, figlio del duca Gian Galeazzo e di Caterina Visconti, aveva interesse che la contea di Asti rimanesse forte e non smembrata dalle signorie confinanti, perché mirava a tornarne in possesso.
Aiutò quindi l'Orleans nell'azione di consolidamento della contea, ma quando Filippo dovette allontanarsi dal Piemonte per il suo ritorno in Francia, Amedeo VIII cercò di insidiare la contea.
Gli astigiani, di concerto con il governatore orleanese Percivalle di Boulainvilliers, ritennero opportuno mettersi sotto la protezione del Visconti che accettò il 5 ottobre 1422.
Inevitabilmente scoppiarono dei contrasti, i Monferrato occuparono la zona di Frinco e mossero direttamente verso la città cingendola in assedio nel 1431. Dato che le truppe viscontee erano impegnate nella guerra contro i veneziani e i fiorentini, in aiuto alla città accorsero le milizie sabaude alleate ai Visconti che la liberarono dall'assedio.
Nel 1436 Filippo Maria cercando di utilizzare Asti come piattaforma per gli attacchi verso Genova, ottenne la sollevazione degli abitanti.
Il Visconti allora cedette la contea al genero Francesco Sforza, e le suppliche degli astigiani verso Carlo di Valois (ancora in prigionia) non sortirono alcun effetto.
Lo Sforza poco tempo dopo passò nelle file dei veneziani ed il suocero riprese il possesso dello stato astese fino al 1441, quando in seguito alla liberazione, Carlo di Valois reclamò la restituzione della contea.
Filippo Maria tergiversò accampando difficoltà sempre diverse fino al 1446, quando in seguito allo scoppio della guerra di Milano contro Venezia, Firenze e Bologna, il Visconti cedette la contea in cambio di aiuti militari da parte dell'Orleans.
Il Visconti mantenne la città fino alla sua morte (13 agosto 1447), a quel punto il commissario ducale, Tommaso Tibaldo rimise nelle mani di Rinaldo di Dresnay, governatore orleanese il governo della città di Asti.
Il governatore dovette combattere milanesi e monferrini che negli anni si erano impossessati di alcuni territori astesi e fu fatto prigioniero e condotto in carcere a Milano.

## Il secondo periodo Orleanese

### Carlo di Valois ridiventa signore di Asti
Il 26 ottobre 1447, Carlo entrò trionfalmente in Asti, egli designò come governatore Rinaldo de Dresnay che nel frattempo era stato liberato dai milanesi.
La contea di Asti costituiva per gli Orleans un prezioso avamposto per la conquista della Lombardia, inoltre era in una posizione militarmente strategica: arginava ad ovest le terre dei Savoia era nel cuore dei domini del Marchesato del Monferrato ed a diretto contatto con lo stato di Milano.
Il duca d'Orleans costituì un Consiglio Ducale della città formato oltre che dal governatore de Dresnay, da altri nove consiglieri: il podestà Jean de Foucald, il "miles" Antonio di Montafia, Secondino Natta, Domenico Buneo, Andrea Baiverio, Giovanni Bartolomeo Scarampi, Francesco Roero, Tommaso Riccio ed il dottore in legge Giovanni Raffaele Balbo.
Carlo d'Orleans morì ad Ambois il 4 gennaio 1465 e fu sepolto a Blois, due anni prima aveva già predisposto una messa di suffragio presso il convento dei francescani in Asti.
Lasciava due figlie ed un maschio Luigi di 3 anni e la reggenza del ducato passò alla moglie Maria di Clèves figlia di Adolfo di Clèves e Maria di Borgogna (figlia di Giovanni senza Paura).

### Maria di Clèves
Figlia di Adolfo primo duca di Cleves e di Maria di Borgogna, figlia di Giovanni senza Paura, il 6 novembre 1440 aveva sposato a 14 anni Carlo d'Orleans (quasi cinquant'enne), da poco liberato dalla prigionia inglese in seguito alla cattura nella battaglia di Agincourt.
Il riscatto dalla prigionia (200.000 scudi d'oro), venne pagato con la dote della Contessa.
Durante i 17 anni di reggenza, la Contessa provvide allo sviluppo economico della città, rilanciandone la vocazione mercatale con il ripristino delle fiere internazionali e scaricando la popolazione da molte imposte.
Cercò di ripristinare gli antichi organi amministrativi della città dando nuova autorevolezza al Consiglio Comunale.
Sviluppò le arti e la cultura con l'incremento edilizio ed artistico. Inoltre creò una commistione tra ufficiali e aristocrazia francese con la classe dirigente astigiana. Non a caso si circondò di molti letterati astigiani che frequentarono anche il castello di Blois: Antonio Astesano, Giovan Giorgio Alione, Secondino Ventura e Benedetto Damiano.
Nel 1480 il figlio Luigi compì 18 anni e la contessa dopo alcuni anni di affiancamento lasciò la reggenza (1482). Si spense a Blois a 60 anni il 23 agosto 1486.

### Luigi d'Orleans
Nel 1494 Luigi d'Orleans comunicò che sarebbe giunto ad Asti con suo cugino, il Re di Francia Carlo VIII, il quale aveva iniziato la sua spedizione in Italia per la conquista di Napoli quale erede degli Angioini. Con lo scoppio della guerra nella nostra penisola, Asti divenne un nodo centrale per la strategia politica francese.
Il duca il 10 luglio entrò in Asti. La città fece grandi festeggiamenti. Tra le altre cose si mobilitarono 400 persone travestite da "selvaggi" guidate da un gigante (la rappresentazione era stata sceneggiata da Giovan Giorgio Alione).
Carlo VIII il 9 settembre (o il 11 settembre) giunse in città proveniente da Torino. Ludovico il Moro e la moglie Beatrice d'Este giunsero in città dal vicino castello di Annone con un seguito di nobili.
Ad Asti il re alloggiò presso Francesco Roero e si ammalò di vaiolo; da lì venne trasferito presso il convento dei Domenicani e dopo 15 giorni guarì. Il 6 ottobre lasciò la città per la volta di Casale Monferrato.
Il re fece ritorno in città il 15 luglio dopo la battaglia di Fornovo dopo aver percorso duecento chilometri in sette giorni, con la truppa alla fame, a causa della perdita delle salmerie.
Il re si chiuse in città e rimase sordo alle richieste di aiuto del Duca d'Orleans, asserragliato a Novara ed assediato dalla Lega Antifrancese. Si trattenne in città nuovamente 12 giorni.
Morto Carlo VIII senza figli, il cugino Luigi d'Orleans ereditò il trono di Francia e assunse il nome di Luigi XII.
Nel 1498, Alessandro Malabyla della Montà venne nominato "maitre d'hotel" da Luigi XII che nel 1499, rifacendosi ai diritti ereditati dalla nonna Valentina Visconti, intraprese la spedizione del 1499-1500 in Italia, che aveva come obbiettivo la conquista di Milano.
Dopo la conquista del ducato di Milano il re nominò il Malabayla governatore di Alessandria. Fece inoltre costruire in Asti un elegante palazzo nobiliare rinascimentale che recava sulla facciata le armi di Francia ed un porcospino, simbolo dell'ordine cavalleresco degli Orleans.
Preceduta da un abile gioco diplomatico che gli aveva procurato l'aiuto di Venezia (a cui concesse Cremona e la Ghiara d'Adda), degli Svizzeri (ai quali concesse la Contea di Bellinzona, corrispondente al Canton Ticino) e del papa (al cui figlio, Cesare Borgia, aveva concesso il Ducato di Valentinois e la mano di Carlotta d'Albret), la spedizione giunse con facilità alla conquista del Ducato di Milano nel 1499.
Il 9 aprile presso Novara, Luigi sconfisse il Moro e lo tenne prigioniero nel castello di Loches, in Francia, dove morì nel 1508.
Il duca fece ricorso anche all'aristocrazia astigiana per governare i nuovi dominii.
Tra i " giantilhomi de Asti boni franzosi" furono nominati il già citato Alessandro Malabayla luogotenente nel 1503 e Battista di Macello (signore di Cortandone) vicegovernatore nel 1502.
Il re di Francia tenne la contea fino al 1512. Dopo la battaglia di Ravenna, la città finì nuovamente sotto il dominio del Marchese del Monferrato.

## Asti terra di conquista nella guerra d'Italia

### Massimiliano Sforza
Guglielmo IX del Monferrato, si mostrò benevolo verso la città anche se molti cittadini che parteggiavano per i francesi abbandonarono le proprie abitazioni.
Verso la metà di giugno 1513, Massimiliano Sforza con le sue truppe unite ad un contingente svizzero si apprestò ad assalire la città, ma la trovò quasi del tutto deserta con le porte aperte.
La maggior parte della popolazione aveva abbandonato la città con i proprii averi per timore del saccheggio delle truppe dello Sforza che aveva promesso la morte a tutti coloro che avevano parteggiato per i francesi.
Lo Sforza giunto in città saccheggiò ed uccise, inoltre caricò Asti di notevoli dazi per il pagamento delle sue truppe. Una delegazione astigiana perorò la propria causa presso il duca Massimiliano che stipulò una convenzione con la città e la costituzione di un senato costituito da un presidente e quattro giudici.

### Francesco I
Nel 1515, Francesco I succeduto a Luigi XII, vinse a Marignano. La città passò nuovamente alla Francia. I fuoriusciti astigiani tornarono in città ed il re li ricompensò con cariche ed onori.
Nel 1516 riconfermò tutti i privilegi e le concessioni godute dagli astigiani sotto i predecessori francesi, ma il dominio durò poco.
In seguito alla vittoria di Carlo V alla corsa al potere del Sacro Romano Impero la città passò di nuovo sotto la Signoria di Milano con Francesco II Sforza.
Nel 1523, Francesco I rioccupò Asti perdendola nuovamente dopo la battaglia di Pavia del 1525 a scapito di Carlo V. Nel novembre del 1526 avvenne l'assedio della città da parte delle truppe di Fabrizio Maramaldo.
Anche se Asti era un possedimento di Carlo V, Maramaldo pensò di saccheggiare la città per rimpinguare le proprie casse e pagare i propri soldati, approfittando anche che una delegazione di nobili astigiani si era recata a Milano presso il marchese del Vasto, per ottenerne la protezione, e sperando quindi di trovare la città priva dei propri capi ed incapace di fare fronte ad un suo eventuale assalto.
La città resistette all'assedio e mise in fuga le truppe mercenarie. Negli scontri morì il valoroso capitano Matteo Prandone. La leggenda narra che la vittoria astigiana avvenne grazie all'invocazione del patrono San Secondo e della Vergine Maria.

Liberato dalla prigionia Francesco I accampò nuovamente diritti sulla contea astigiana e durante gli incontri della Lega di Cognac, si stabilì che la città doveva ritornare sotto il dominio francese, ma nel 1529 con il trattato di Cambrai. Francesco I fu obbligato a cedere la contea a Carlo V che ne fece dono al viceré di Napoli.
L'imperatore nel 1529 donò la contea a Beatrice di Portogallo moglie di Carlo II di Savoia il 3 aprile 1531. Da quel momento Asti ed il suo contado entrarono definitivamente a far parte dei domini sabaudi.